# Jools Holland
Julian Miles (Jools) Holland (Londen, 24 januari 1958) is een Engelse pianist, zanger, televisiepresentator en bandleider van zijn orkest Jools Holland & His Rhythm & Blues Orchestra. Hij staat vooral bekend als de presentator van het BBC-programma Later with Jools Holland, mogelijk een van de invloedrijkste muziekprogramma's ter wereld. Holland is officier in de Orde van het Britse Rijk.

## Biografie

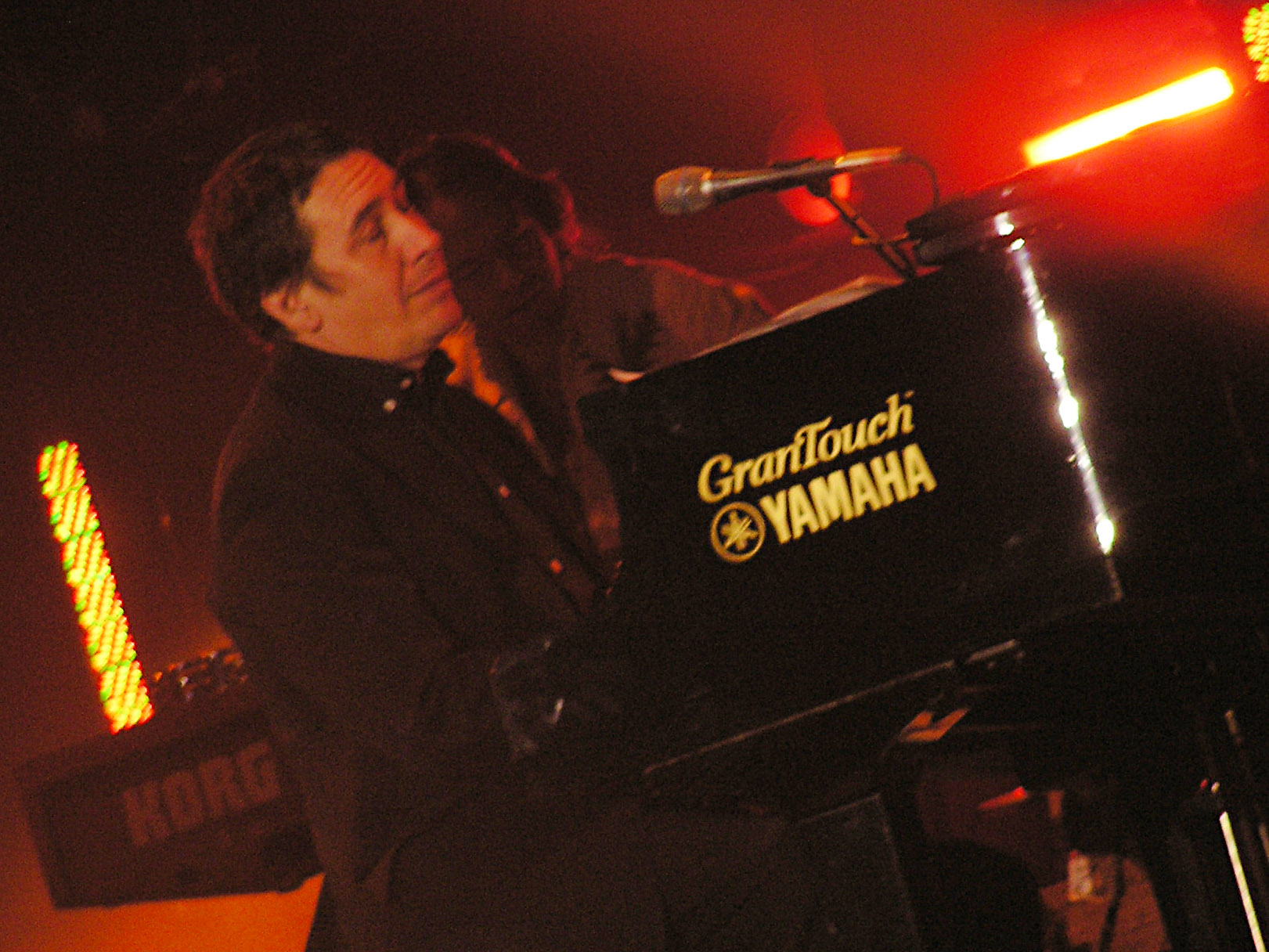
Holland tijdens het "Tsunami Relief-concert" in het Millennium Stadium, in Cardiff in 2005.

Holland brak door als lid van de band Squeeze, die opgericht werd in maart 1974. Holland speelde de keyboards in de band. In 1980 verliet hij de groep omwille van een solocarrière. De groep had tot dat moment drie albums uitgebracht. De eerste soloplaat van Holland kwam al in 1978 uit, de ep Boogie Woogie '78. In de jaren tachtig bouwde Holland zijn solocarrière verder uit, wat uiteindelijk leidde tot de oprichting van het orkest The Jools Holland Big Band in 1987, en uiteindelijk Jools Holland & His Rhythm & Blues Orchestra. Het orkest speelt jaarlijks voor gemiddeld 500.000 mensen.
In 1983 speelde Holland een lange pianosolo in het lied "Uncertain Smile" van de band The The op hun album Soul Mining.
Sinds 1992 presenteert Holland zijn muziekprogramma Later with Jools Holland op de Britse televisiezender BBC Two. In het programma treden zowel gevestigde als onbekende bands en artiesten op, en af en toe speelt Holland met een van hen mee tijdens de opnamen. Voor oudejaarsavond maakt Holland altijd de oudejaarsspecial Hootenanny. Naast "Later" maakte Holland ook andere televisieprogramma's voor de BBC, zoals Name that Tune; Don't Forget Your Toothbrush; Beat Route; Jools Meets the Saint en Jools' History of the Piano.
In 1996 kreeg Holland een platencontract bij Warner Brothers. Voor deze platenmaatschappij maakte hij de cd-serie "Jools and Friends", waarbij hij telkens met verschillende artiesten samen speelt. Voorbeelden van deze artiesten zijn onder andere Blur, Coldplay, Sting, George Harrison, Norah Jones, Eric Clapton, Joe Strummer, Robert Plant, Smokey Robinson, Sugababes, Peter Gabriel en Solomon Burke.
In oktober 2007 kwam Hollands autobiografie uit, Barefaced Lies & Boogie-Woogie Boasts.

## Discografie
- 1978 - Boogie Woogie '78 (ep)
- 1981 - Jools Holland and His Millionaires
- 1984 - Jools Holland Meets Rock 'A' Boogie Billy (Alleen in de Verenigde Staten)
- 1990 - World of His Own
- 1991 - The Full Complement
- 1992 - Together Again (single met Sam Brown)
- 1992 - The A-Z Geographer's Guide to the Piano
- 1994 - Solo Piano
- 1994 - Live Performance
- 1996 - Sex & Jazz & Rock & Roll
- 1997 - Lift the Lid
- 1998 - Best of
- 1999 - Sunset Over London
- 2000 - Hop the Wag
- 2001 - Small World Big Band
- 2002 - SWBB Volume Two: More Friends
- 2003 - Jack O the Green (SWBB Friends 3)
- 2004 - Tom Jones & Jools Holland
- 2005 - Beatroute
- 2005 - Swinging the Blues, Dancing the Ska
- 2006 - Moving Out to the Country
- 2007 - Best of Friends
- 2008 - The Collection
- 2008 - The Informer (met Ruby Turner)
- 2008 - The Informer" (single met Ruby Turner)
- 2010 - What a Woman" (met Solomon Burke en De Dijk)

## Film en televisie
- 1981 - Urgh! A Music War
- 1982 - Police: Around the World
- 1982 - The Tube (Episodes 1.5-1.9)
- 1983 - Rebellious Jukebox: Compere
- 1984 - The Young Ones: Punk (Episode "Summer Holiday")
- 1985 - Walking to New Orleans (Jools Holland in New Orleans)
- 1987 - Eat the Rich: Sun Reporter
- 1987 - Filthy Rich & Catflap: Strip Show Pianist (Episode #1.3)
- 1987 - The Laughing Prisoner: No. 7
- 1987 - French and Saunders (Episode 1.5)
- 1988 - Sunday Night: Host
- 1989 - Juke Box Jury: Host
- 1992-heden: Later with Jools Holland (presentator)
- 1994 - There's No Business: als pianist
- 1997 - Spice World: als Musical Director
- 2000 - Jools Holland's Annual Hootenany
- 2001 - Jools Holland's Annual Hootenany
- 2002 - Jools Holland's Annual Hootenany
- 2003 - Jool's History of the Piano: presentator
- 2003 - Jools Holland's Annual Hootenany
- 2004 - Jools Holland's Annual Hootenany
- 2005 - Jools Holland's Annual Hootenany
- 2006 - Jools Holland's Annual Hootenany
- 2007 - Fairport@Forty: Interview
- 2007 - Top Gear: "Star in a reasonably priced car"
- 2007 - Jools Holland's Annual Hootenany
- 2008 - Jools Holland's Annual Hootenany
- 2009 - Jools Holland's Annual Hootenany
- 2010 - Jools Holland's Annual Hootenany